# District d'Alais
Le district d'Alais est une ancienne division territoriale française du département du Gard de 1790 à 1795.
Il était composé des cantons de Alais, Anduze, le Dignan, Génolhac, Laval, Saint Alban, Saint Ambroix, Saint Jean du Gard et Vezenobre.